# ジェラルド・パターソン
ジェラルド・パターソン（Gerald Patterson, 1895年12月17日 - 1967年6月13日）は、オーストラリア・メルボルン出身の男子テニス選手。第1次世界大戦の終戦直後の時代に活躍し、ウィンブルドン選手権で2勝、全豪選手権で1勝を挙げた。オーストラリアの男子テニス選手としては、ノーマン・ブルックスに続く世代に位置している。

## 来歴
1914年のウィンブルドン選手権でノーマン・ブルックスが優勝した後、間もなく第1次世界大戦が勃発し、同選手権も1915年から1918年まで開催中止を余儀なくされる。1919年、5年ぶりに再開されたウィンブルドン選手権で、パターソンは「チャレンジ・ラウンド」（挑戦者決定戦）を勝ち上がり、前回大会優勝者のブルックスと「オールカマーズ・ファイナル」を戦うことになった。第1次世界大戦の従軍から帰ってきたブルックスは、この時すでに41歳の高齢を迎えていた。当時23歳だったパターソンは、この18歳年上の大先輩に 6-3, 7-5, 6-2 のストレートで快勝し、オーストラリアの男子テニス選手として史上2人目のウィンブルドン優勝者になった。しかし、1920年度の「オールカマーズ・ファイナル」でパターソンはアメリカの大男ビル・チルデンに 6-2, 3-6, 2-6, 4-6 の逆転で敗れた。チルデンはその前に、「チャレンジ・ラウンド」の決勝戦で日本の清水善造を 6-4, 6-4, 13-11 で破っている。現在とは大きく異なる競技方式の中で、パターソンはブルックスからウィンブルドンのタイトルを奪取したが、翌年チルデンに明け渡した。
この「チャレンジ・ラウンド」から「オールカマーズ・ファイナル」への流れで優勝を決定する方式は、ウィンブルドン選手権では1921年を最後に廃止され、1922年からすべての選手が1回戦からトーナメントを戦う現行の方式へと変更された。パターソンは1922年のウィンブルドン選手権で、イギリスのランドルフ・ライセットを 6-3, 6-4, 6-2 で破って3年ぶり2度目の優勝を飾る。彼の活躍した時代は、テニス・トーナメントのシステムに抜本的な変化があった転換期であった。
1927年、ジェラルド・パターソンは地元の全豪選手権決勝でジョン・ホークスを 3-6, 6-4, 3-6, 18-16, 6-3 の激戦の末に破り、4大大会シングルス3勝目を獲得した。パターソンとホークスは、全豪選手権の男子ダブルスで1922年・1926年・1927年の3度優勝している。パターソンは第4セットで、ホークスのマッチ・ポイント（このポイントを取れば勝利が決まる。決勝戦なので、ホークスの優勝が決まるポイント）を7本しのいで逆転した。
パターソンは男子テニス国別対抗戦・デビスカップのオーストラリア代表選手としても、1919年から1928年まで活躍した。彼の時代には、ビル・チルデンやビル・ジョンストンを中心にしたアメリカ・チームが1920年から1926年までデ杯7連覇を樹立し、パターソンはチルデンたちの壁を破ることができなかった。しかし、1924年と1925年の2年連続でオーストラリアは「アメリカン・ゾーン」の決勝で日本チームを破り、パターソンは清水善造や原田武一の挑戦を退けた。こうして、パターソンも日本テニス界の黎明期に大きな影響を与えた選手の1人となる。1928年のデ杯「ヨーロッパ・ゾーン」1回戦で、オーストラリアは格下のイタリアに「1勝4敗」で敗れ、パターソンもシングルス1試合とダブルス戦を落としてしまう。これを最後に、パターソンは競技テニスを退いた。
ジェラルド・パターソンは1967年6月13日、故郷のメルボルンで71歳の生涯を閉じた。1989年に国際テニス殿堂入りを果たしている。

## 4大大会優勝
- 全豪選手権　男子シングルス：1勝（1927年）／男子ダブルス：5勝（1914年・1922年・1925年-1927年）
- ウィンブルドン選手権　男子シングルス：2勝（1919年・1922年）／混合ダブルス：1勝（1920年）
- 全米選手権　男子ダブルス：1勝（1919年）